# Стримба (Рахівський район)
Стри́мба — село в Україні, у Великобичківській селищній громаді Рахівського району Закарпатської області.

## Історія
В записах село  Стримба згадується в 1414 р. коли румуни-торговці які продавали сіль та шкіру заблукавши, вирішили заселились  тут,  та назвавши село Стинга.
Що означає право або криво на ромунскій мові, а згодом назву села перейменували на Стримба.
Верхня Стримба
Верхня Стримба - колишнє село в Україні, в Закарпатській області.
Обєднане з селом Стримба рішенням облвиконкому Закарпатської області №155 від 15.04.1967
1907: Almáspatak, 1913: Almáspatak, 1918: Almáspatak, 1944: Sztrimbapatak, Стримба, 1983: Стримба  

## Населення
Згідно з переписом УРСР 1989 року чисельність наявного населення села становила 1180 осіб, з яких 530 чоловіків та 650 жінок.
За переписом населення України 2001 року в селі мешкало 1320 осіб.

### Мова
Розподіл населення за рідною мовою за даними перепису 2001 року:
| Мова       | Відсоток |
| ---------- | -------- |
| українська | 97,99 %  |
| румунська  | 1,27 %   |
| російська  | 0,45 %   |
| німецька   | 0,07 %   |
| інші       | 0,22 %   |

## Релігія
Церква св. Петра і Павла. 1998 р.